# Renate Hendricks

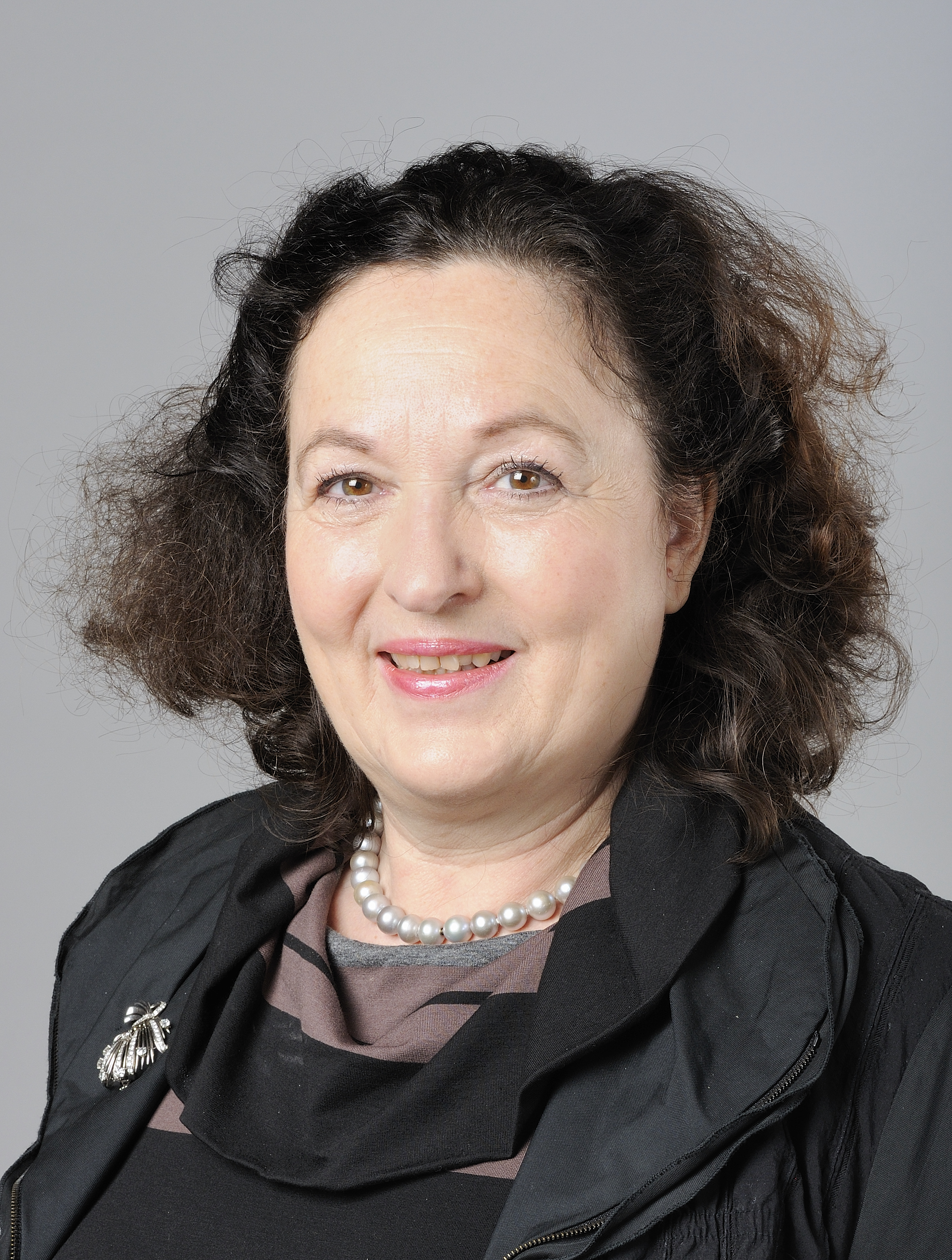
Renate Hendricks (2013)

Renate Maria Hendricks (* 23. Januar 1952 in Aachen) ist eine deutsche Politikerin (SPD).
Sie war mit einer kurzen Unterbrechung im Jahr 2010 in den Jahren 2005 bis 2017 Mitglied des Landtages von Nordrhein-Westfalen. Ab dem 7. September 2010 war sie zudem stellvertretende Vorsitzende der SPD-Landtagsfraktion und in dieser Funktion für die Bereiche Bildung, Wissenschaft, Technologie, Europa und Eine Welt verantwortlich.

## Leben
Renate Hendricks studierte von 1970 bis 1978 Sozialpädagogik und Psychologie an der Fachhochschule Köln und der Universität Bonn. Nach dem Abschluss als Diplom-Sozialpädagogin arbeitete sie von 1973 bis 1977 in der Leitung des sozialen Dienstes einer Werkstatt für Behinderte. Seit 1977 ist sie Hausfrau, sie ist verheiratet und Mutter von fünf Kindern.

## Politik
Hendricks war in den 1990er Jahren FDP-Mitglied, seit 2004 ist sie Mitglied der SPD. In den Jahren 1989 bis 2005 war sie Mitglied des Schulausschusses der Stadt Bonn. Seit dem 8. Juni 2005 war sie Abgeordnete des Landtages von Nordrhein-Westfalen, dessen Ausschüssen für Generationen, Familie und Integration sowie für Schule und Weiterbildung sie angehörte. Zwischen 2006 und 2008 war sie Sprecherin der SPD-Landtagsfraktion in der Enquête-Kommission „Chancen für Kinder – Rahmenbedingungen und Steuerungsmöglichkeiten für ein optimales Betreuungs- und Bildungsangebot in Nordrhein-Westfalen“. Bei der nordrhein-westfälischen Landtagswahl am 9. Mai 2010 erzielte sie weder in ihrem Wahlkreis Bonn II ein Direktmandat, noch zog sie über die Reserveliste der NRW-SPD in den Landtag ein. Als erste Nachrückerin auf der Reserveliste zog sie im Anschluss an die Bildung einer rot-grünen Minderheitsregierung unter Ministerpräsidentin Hannelore Kraft im August 2010 für ihren Parteifreund Marc Jan Eumann in den Landtag ein, da dieser sein Landtagsmandat aufgrund seiner Ernennung zum beamteten Staatssekretär im Ministerium für Bundesangelegenheiten, Europa und Medien niederlegen musste. Bei der Neuwahl zum nordrhein-westfälischen Landtag am 13. Mai 2012 gelang es ihr, ein Direktmandat zu erzielen, womit der Wahlkreis Bonn II zum ersten Mal in der Landesgeschichte an den Kandidaten der SPD fiel. Zur Landtagswahl 2017 trat sie nicht mehr an.

## Ehrenamtliche Tätigkeiten
Seit dem Jahr 1979 ist Hendricks ehrenamtlich in der Elternarbeit aktiv. Zunächst als Vorsitzende des Kindergartenbeirates des evangelischen Wichernkindergartens in Bonn. 1983 begann ihre Tätigkeit im Bereich der Schulpflegschaft. In den Jahren 1983 bis 1996 war Hendricks Vorsitzende der Schulpflegschaft der Grundschule ihrer Kinder. Im Jahr 1984 gründete sie dort zudem einen Förderverein und wurde als Vertreterin der Grundschulen Mitglied im Vorstand der Stadtschulpflegschaft Bonn. Von 1986 bis 1991 war sie zunächst stellvertretende, ab 1992 bis 2005 Vorsitzende der Stadtschulpflegschaft Bonn. Ab 1995 war sie Vorsitzende der Schulpflegschaft des Friedrich-Ebert-Gymnasiums in Bonn.
Im Jahr 1984 übernahm Hendricks den Vorsitz der Gruppe der Grundschulen im Elternrat Nordrhein-Westfalen. 1987 folgte die Gründung der Landeselternschaft Grundschulen NRW e. V., deren Vorsitzende sie zwischen 1987 und 1997 war. Auf diese Tätigkeit folgte 1997 der Vorsitz der Landeselternschaft der Gymnasien in NRW e. V., den sie bis 1998 innehatte. Auch im Bundeselternrat war sie zwischen 1995 und 1998 zunächst stellvertretende Vorsitzende, bevor sie 1998 zu dessen Vorsitzenden gewählt wurde. In dieser Funktion blieb sie bis zum Jahr 2004.
Mit der Gründung eines Trägervereins zur Übernahme des Schullandheimes Brohl-Lützing ist sie zudem seit 2001 Vorsitzende dieses Vereins.
Hendricks ist Vorsitzende des Vereins Mädchenhaus Bonn e. V.